# Eriophorum humile
Eriophorum humile är en halvgräsart som beskrevs av Porphir Kiril Nicolai Stepanowitsch Turczaninow. Eriophorum humile ingår i släktet ängsullssläktet, och familjen halvgräs. Inga underarter finns listade i Catalogue of Life.